# Cantonul Romilly-sur-Seine-2
Cantonul Romilly-sur-Seine-2 este un canton din arondismentul Nogent-sur-Seine, departamentul Aube, regiunea Champagne-Ardenne, Franța.